# Steinhuder Meer
Steinhuder Meer is een meer in de Duitse deelstaat Nedersaksen. Het meer van 29,1 km² ligt ongeveer 25 km ten noordwesten van de stad Hannover, en is onderdeel van het Naturpark Steinhuder Meer. Op het meer kunnen verschillende watersporten worden beoefend.

## Het meer zelf
Het Steinhuder Meer is het grootste binnenwater van de deelstaat Nedersaksen. Het is niet zeer diep: maximaal 2,90 meter en gemiddeld maar 1,5 meter.

### Wilhelmstein
In 1767 liet graaf Willem van Schaumburg-Lippe een 1,25 ha groot eiland in het Steinhuder Meer opwerpen en hij bouwde er een voor die tijd zeer goed met 166, later 100, kanonnen bewapende vesting. Deze in de eerste jaren met tot wel 250 soldaten bezette vesting Wilhelmstein diende als verdediging van zijn kleine, door grotere landen omgeven, graafschap en als artillerieopleidingsschool. Van 1787-1867 was de vesting een Pruisische gevangenis. Daarna richtten de graven van Schaumburg-Lippe, die tot op de huidige dag eigenaars van een deel van het eiland zijn, er toeristische faciliteiten in. Het kasteeltje op de vesting was als woning bedoeld voor de Vogt (commandant) van de vestingbezetting. Nog altijd hebben de graven (afgezien van de hulpdiensten in noodsituaties) als enigen het recht, om met motorboten op het meer te varen. De huisjes op het eiland herbergen een klein museum over de vesting, een souvenirwinkel, een horecagelegenheid etc. Bezoekers komen doorgaans per zeilboot in het kader van dagexcursies naar het eilandje.

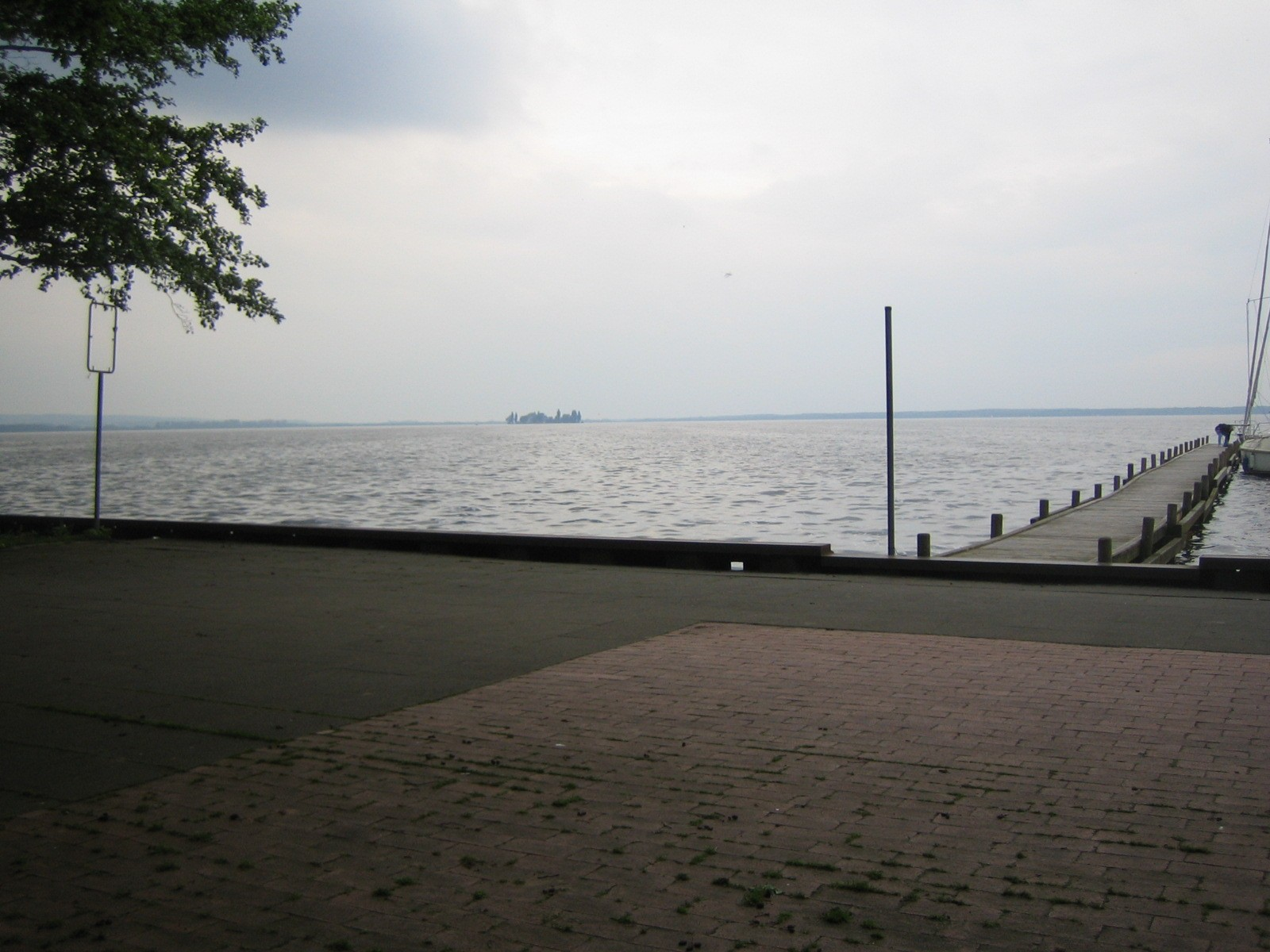
Eiland met vesting Wilhelmstein
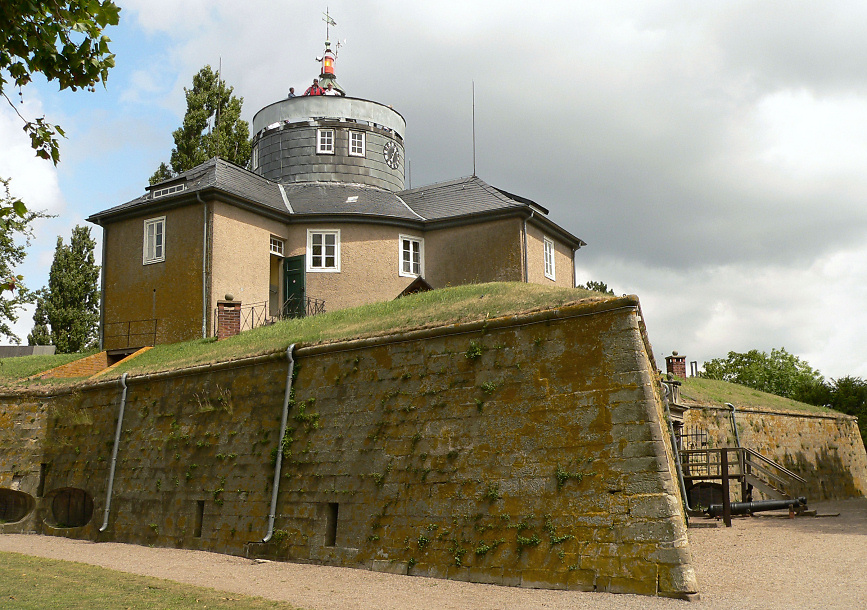
Wilhelmstein: Vestingwerk, boven: het kasteeltje met torentje
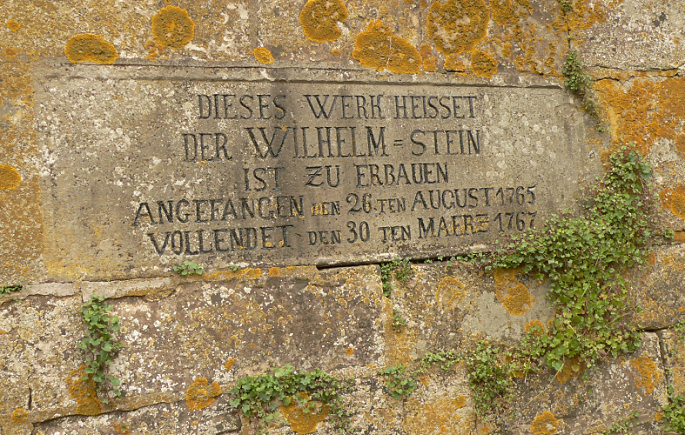
Muurwerk van de vesting met gedenksteen
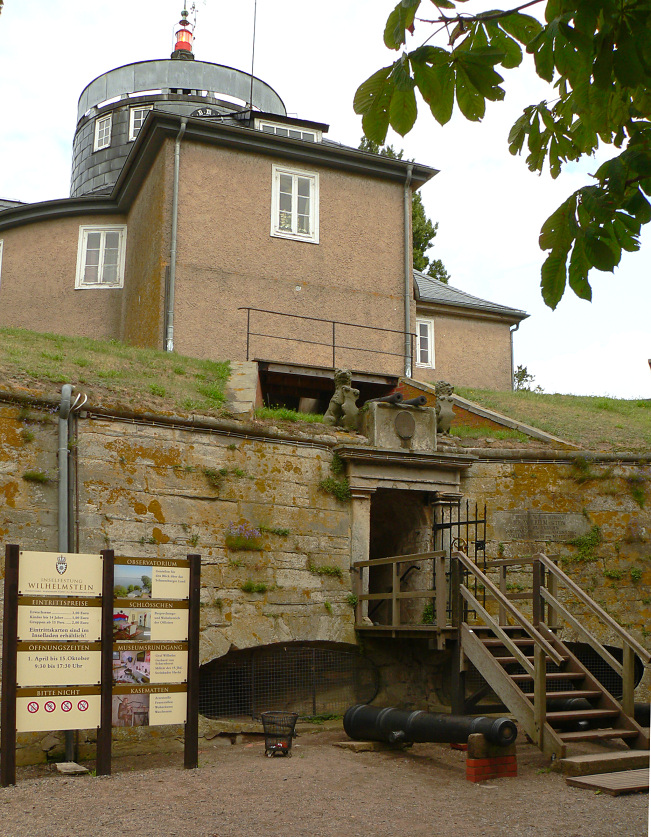
Toegang tot de vesting
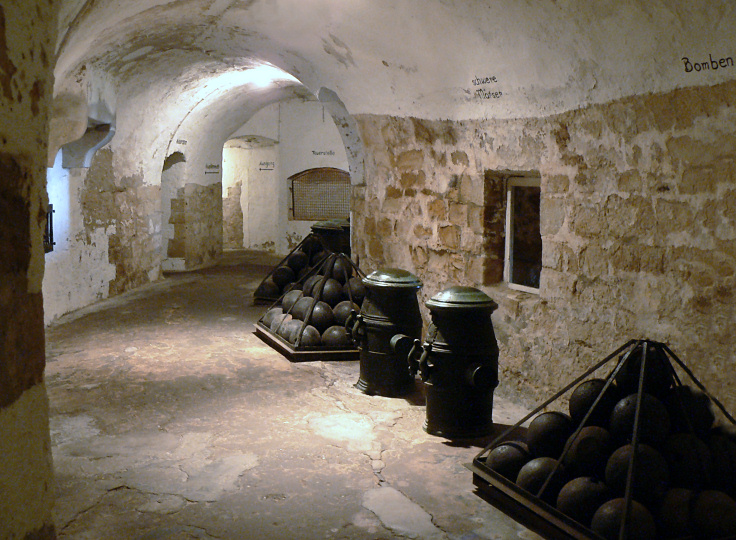
Kazemat in de vesting
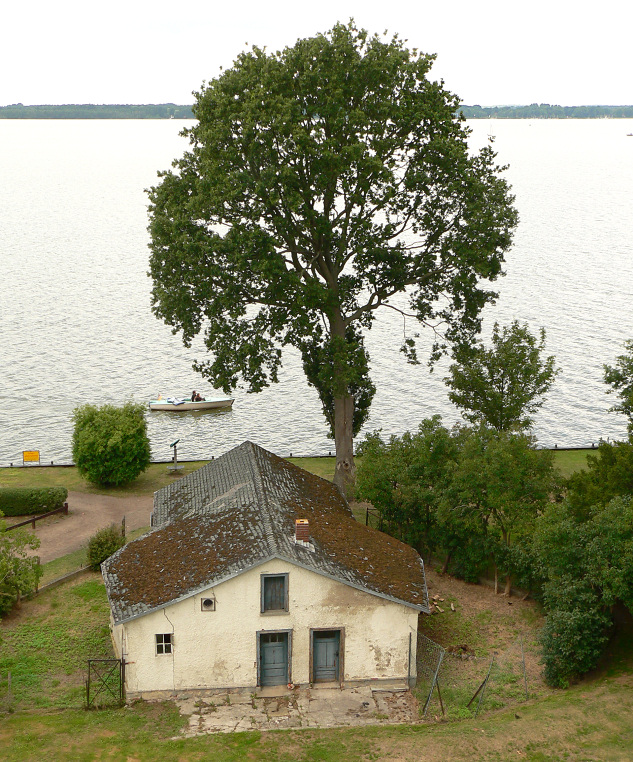
Huisje op vestingeiland Wilhelmstein
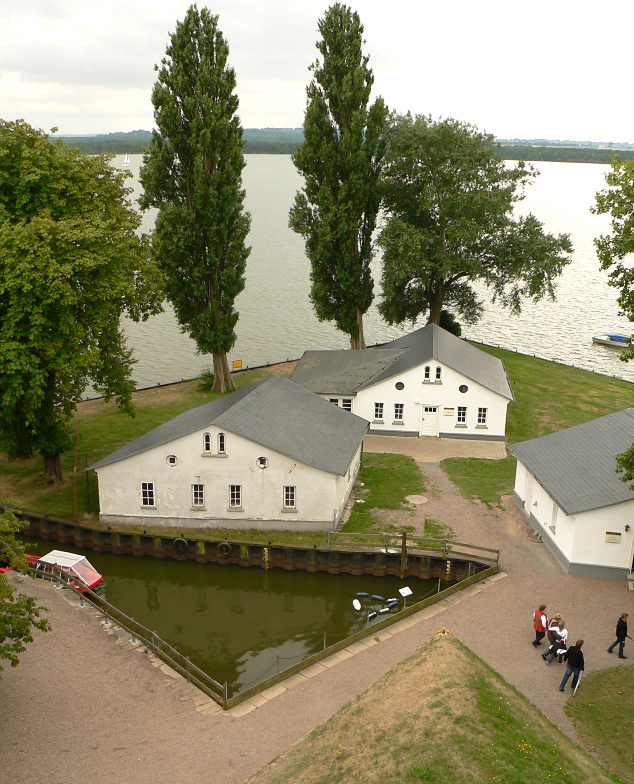
Haventje op vestingeiland Wilhelmstein
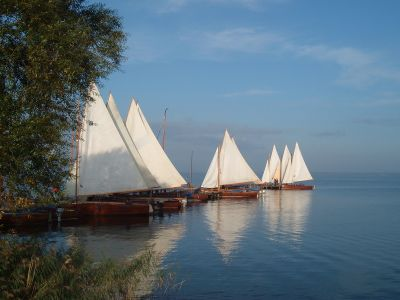
Auswanderer (zeilboot) in Steinhude, aan boord waarvan men het vestingeiland kan bereiken

### Geschiedenis
Op de plek van het huidige meer heeft ca. 100.000 jaar geleden ook een meer gelegen.
Het huidige meer ontstond aan het eind van de laatste ijstijd, ca. 12.000 v.C., en was oorspronkelijk driemaal zo groot als tegenwoordig; een groot deel verlandde tot hoogveen. Zeer dicht onder de meerbodem is een laag die uit organisch materiaal, zoals afgestorven planten, bestaat. Bij opwerveling door golfslag zorgt deze laag ervoor, dat het water troebel wordt.
Vanaf de middeleeuwen werd in het meer gevist, o.a. op paling. Steinhuder Aal geldt nog altijd als een delicatesse.
Tot 1778 behoorde het meer tot het Graafschap Schaumburg-Lippe; de graven hadden het meer deels nog tot 1974 in privé-bezit.
Al eind 19e eeuw kwam het toerisme op. Van 1898 tot kort voor de Tweede Wereldoorlog reed een smalspoortreintje van Wunstorf naar o.a. Steinhude.

### Toerisme
Belangrijkste toeristenplaats is het (in 2018) ruim 5.100 inwoners tellende Steinhude, aan de zuidoever. Het dorp behoort tot de gemeente Wunstorf. Voor deze plaats is een 3 ha groot kunstmatig eilandje voor strandtoerisme opgespoten. Dat spaart de natuurlijke oevers van het meer, die deels vogelreservaat zijn. Steinhude, een oud vissersdorp, dat zijn pittoreske karakter deels behouden heeft, bezit in een vakwerkhuis in zijn zgn. Scheunenviertel een bezoekerscentrum met informatie over het meer. Verder zijn in het dorp enige kleine musea, met name over de folklore en de geschiedenis van het dorp en het meer, te bezoeken.
Veel mensen komen vanuit de nabij gelegen stad Hannover om er een weekend te kamperen en allerlei watersport te bedrijven.
Zeilers moeten rekening houden met de geringe diepte van het meer. Boten met een diepgang van meer dan 1.20 meter of een groot zwaard kunnen al vastlopen.
Het meer is verboden voor motorboten.
Voor kitesurfen is bij de noordoever één locatie opengesteld. Windsurfen mag overal op het meer. Roeien, waterfietsen en zwemmen zijn sporten die er ook veel beoefend worden.
Tijdens strenge winters kan het meer dichtvriezen; er wordt dan aan ijszeilen gedaan.
Het is een traditie, om in een van de vele restaurants in de omgeving gerookte paling te eten, alhoewel die meestal niet meer uit het Steinhuder Meer zelf afkomstig is.

### Bereikbaarheid
Vanuit de stad Hannover rijdt, in het toeristenseizoen frequent, een snelbusdienst naar Steinhude. Ook is er een busverbinding met Rehburg-Loccum en met Wunstorf, vanwaar een trein naar Hannover rijdt.
Voor autoverbindingen zie wat hieronder bij het Naturpark vermeld staat.

### Afbeeldingen

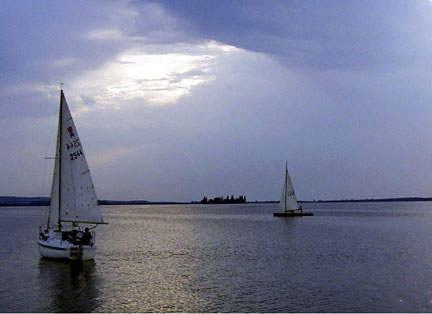
Het meer, gezien vanuit het zuiden. Op de achtergrond Wilhelmstein.
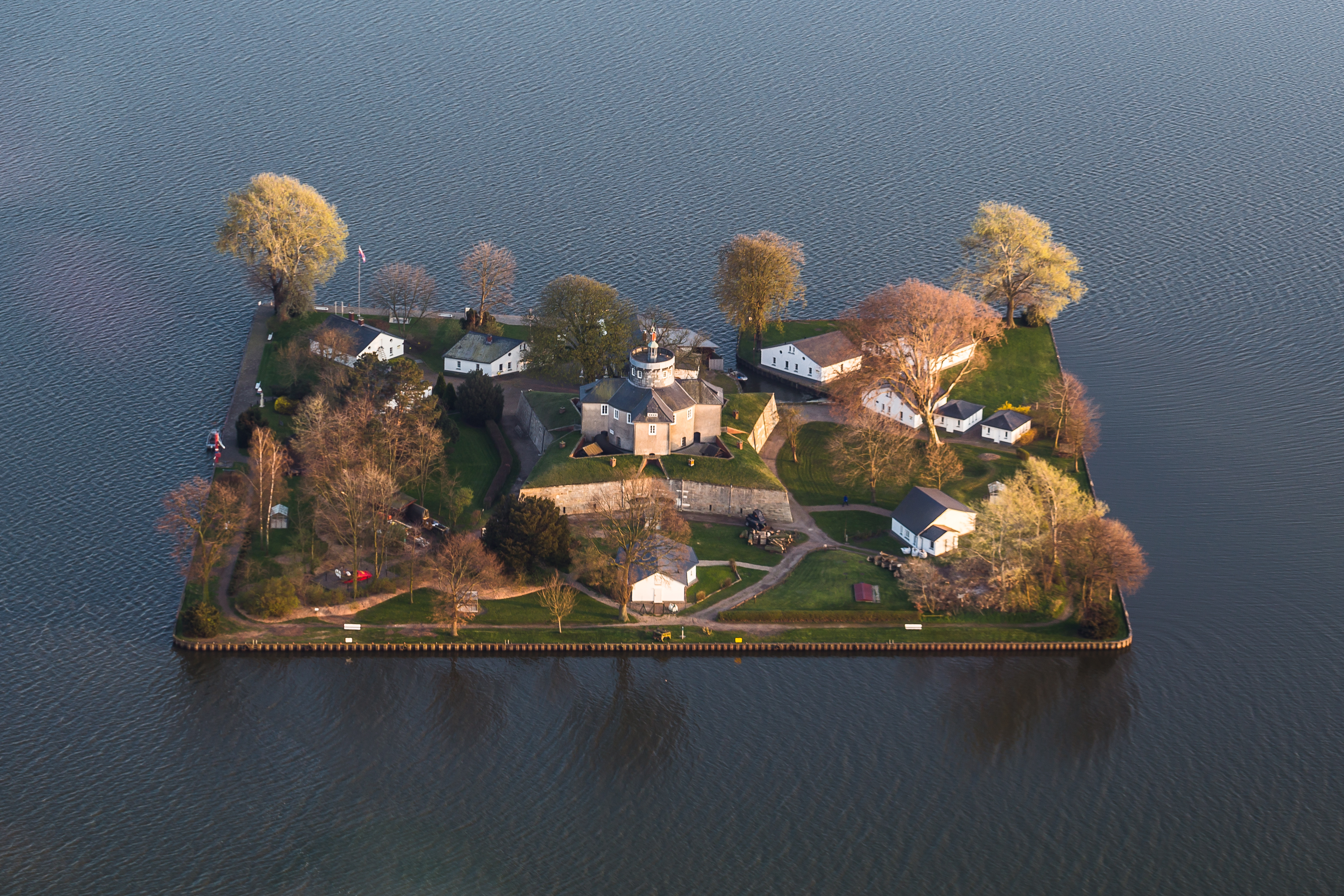
Eiland met vesting Wilhelmstein
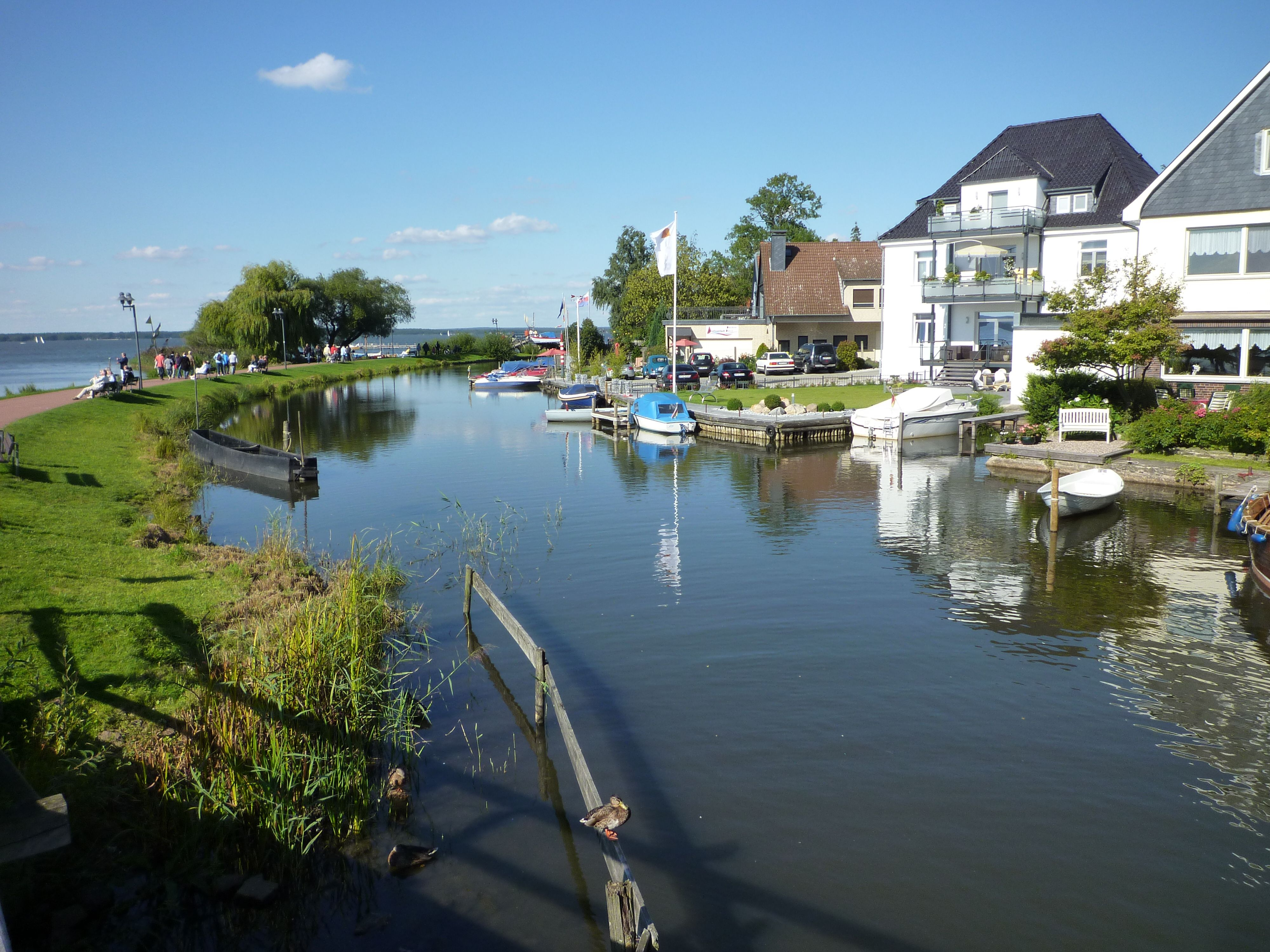
Promenade aan het Steinhuder Meer
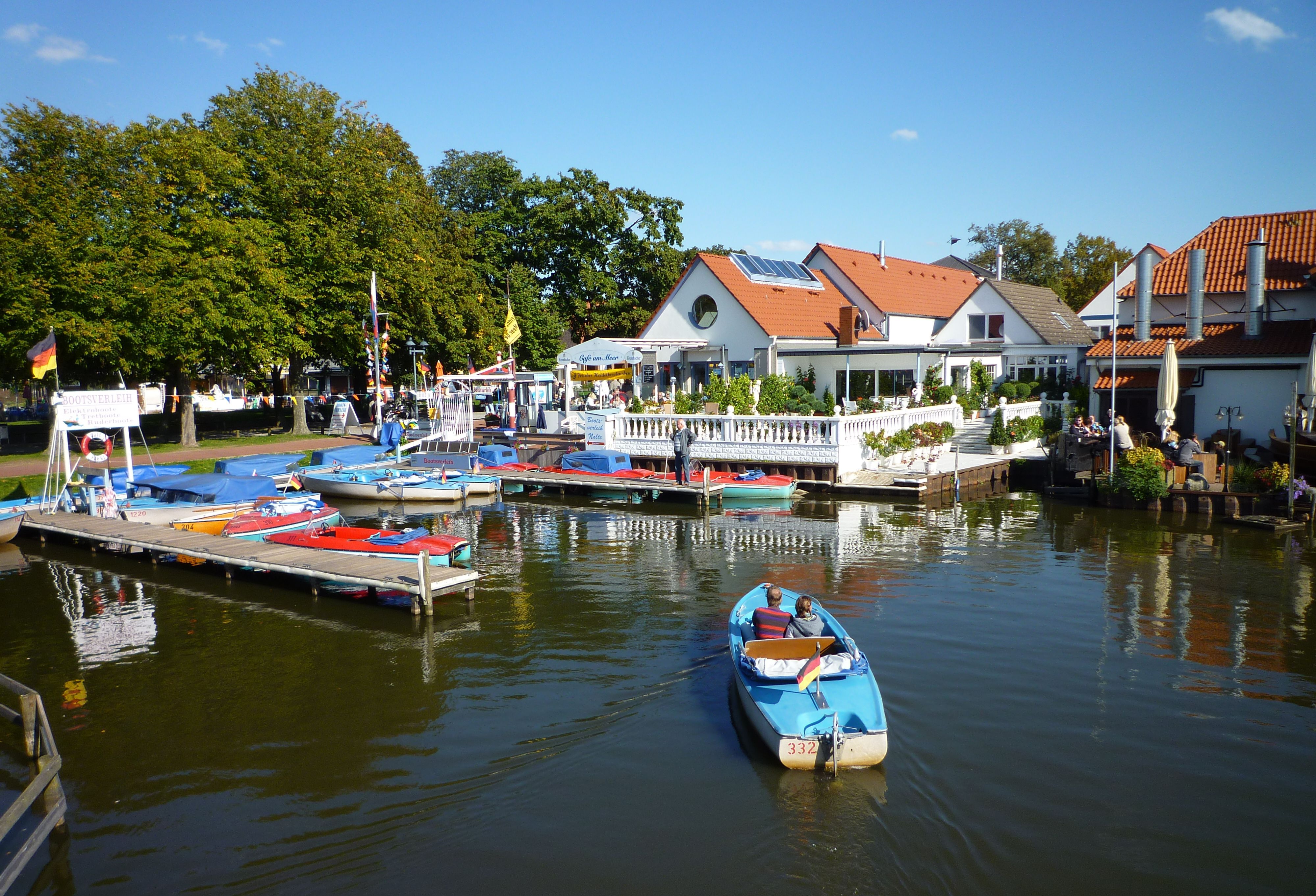
Steinhude, waterfietsensteiger
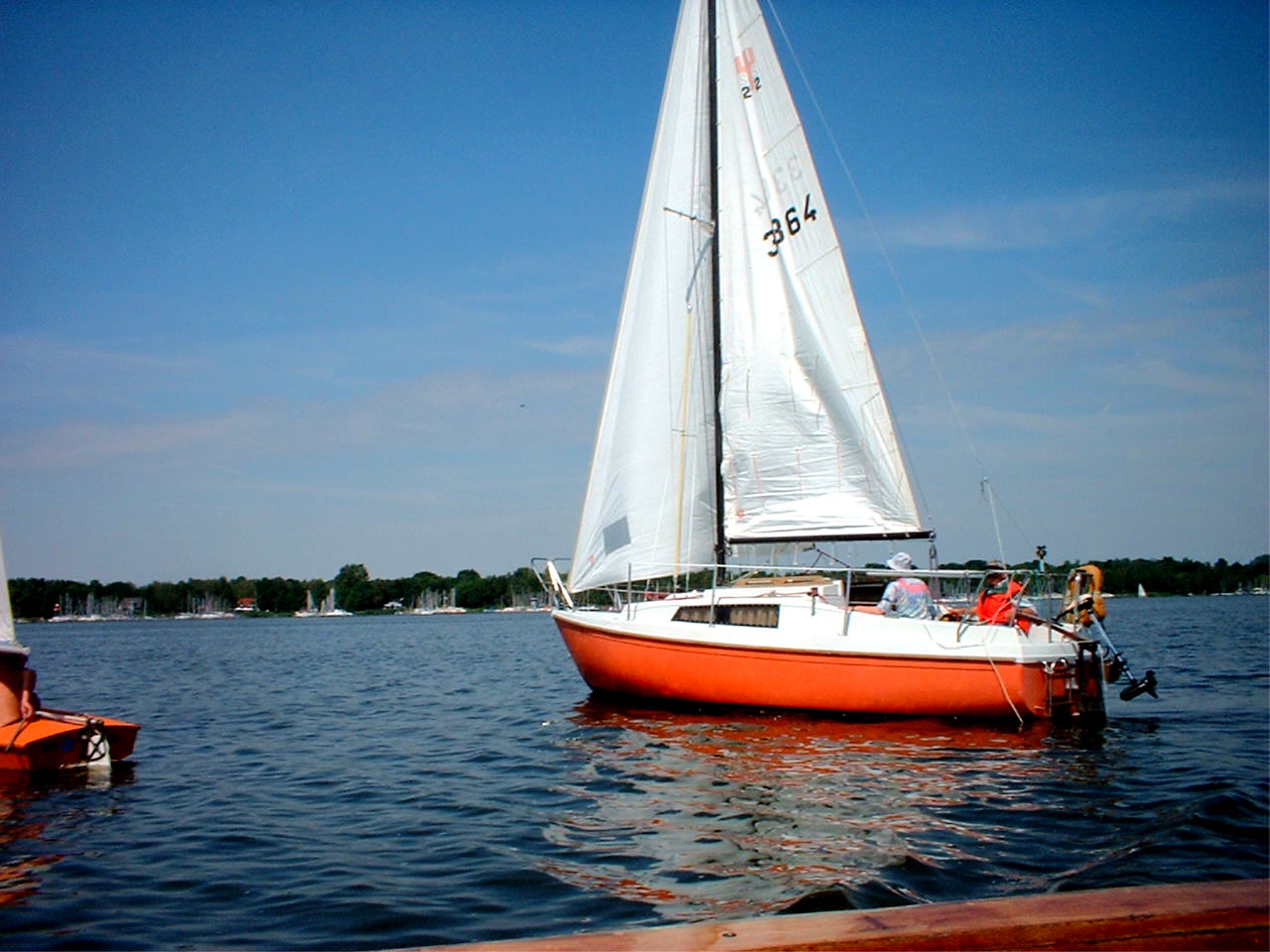
Zeilen op het Steinhuder Meer
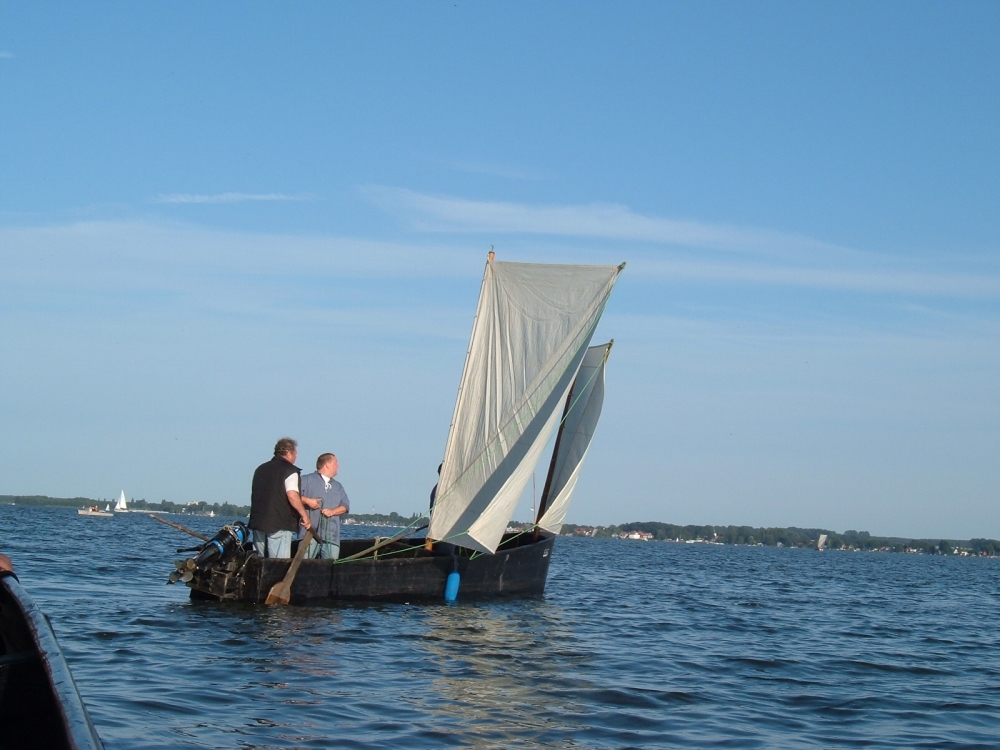
Steinhuder Torfkahn (turfboot), vroeger en ook nu af en toe nog gebruikt voor het vissen op paling
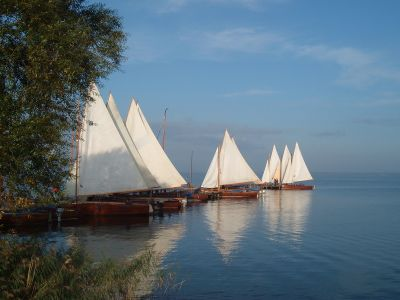
Boot naar Wilhelmstein: Auswanderer zeilboten aan de steiger in Steinhude
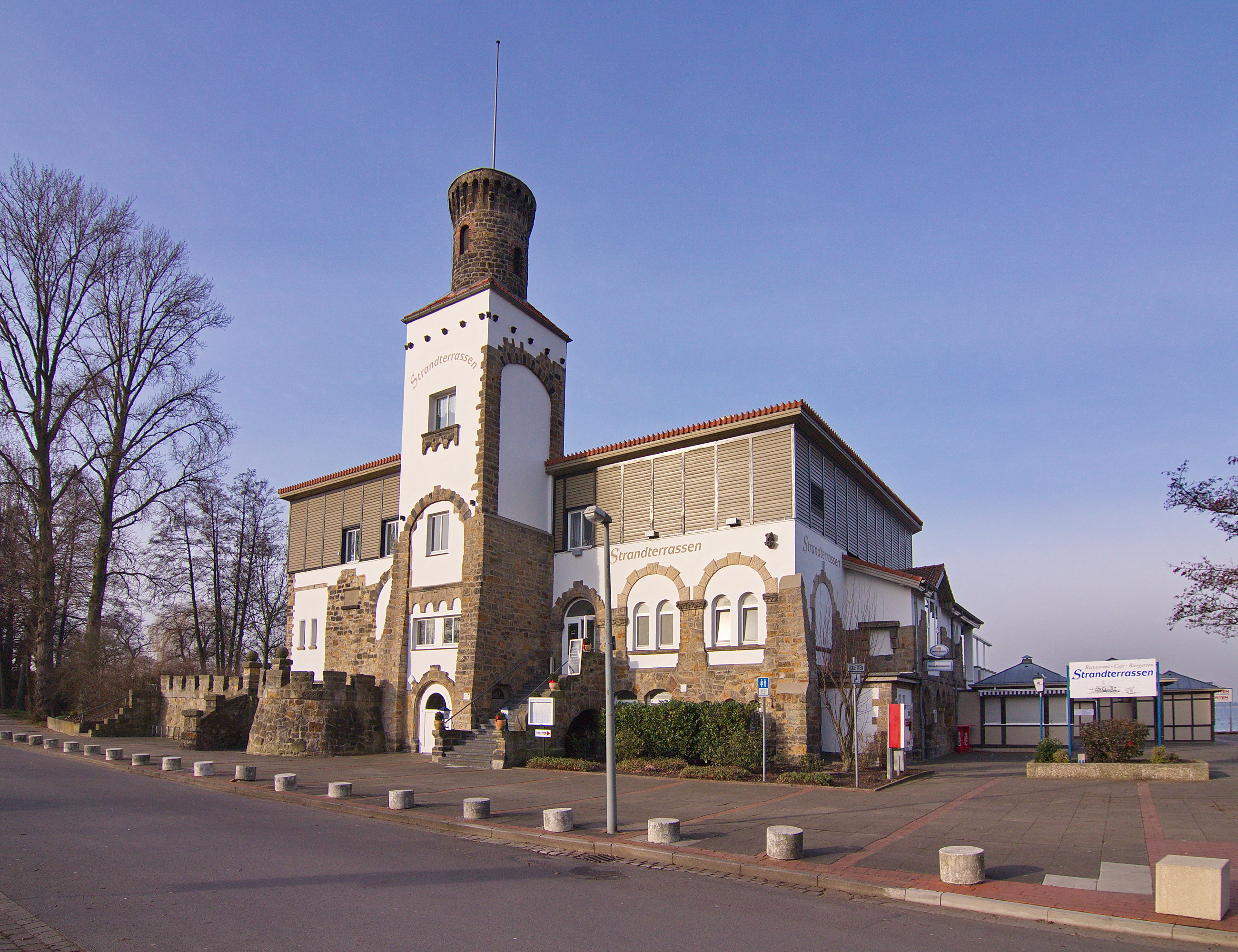
Gebouw Strandterrassen, Steinhude (horecabedrijf aan het meer)
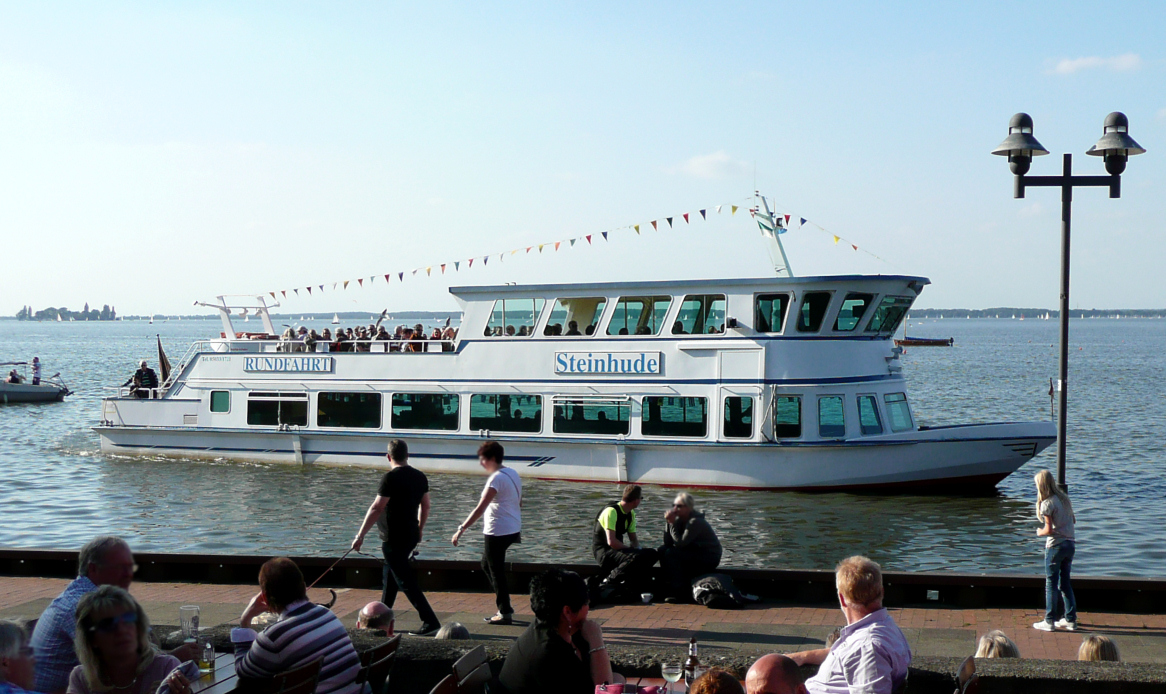
Excursieboot (met elektrische motor)
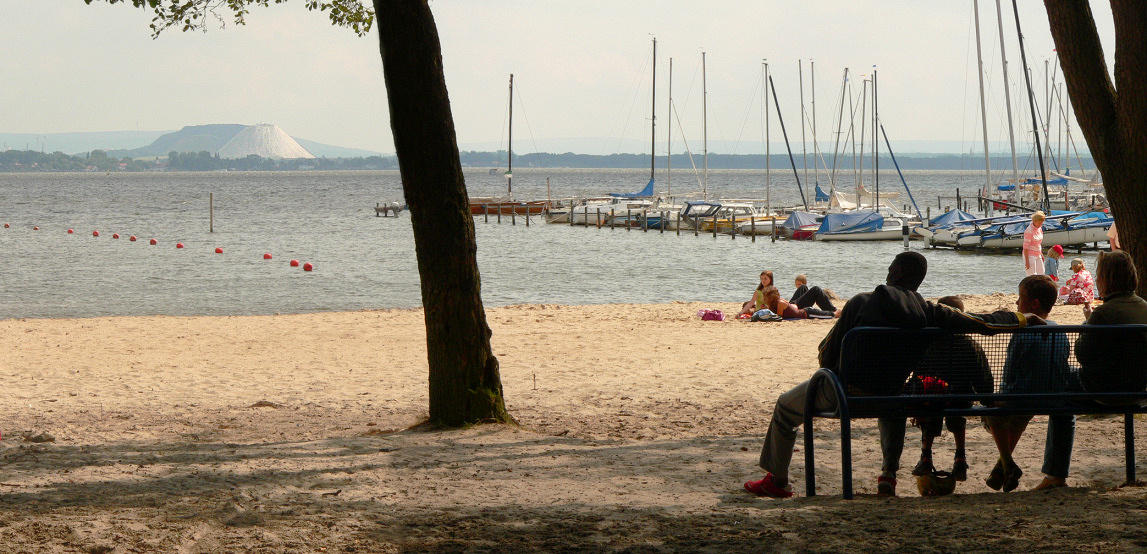
Zandstrand aan de noordoever
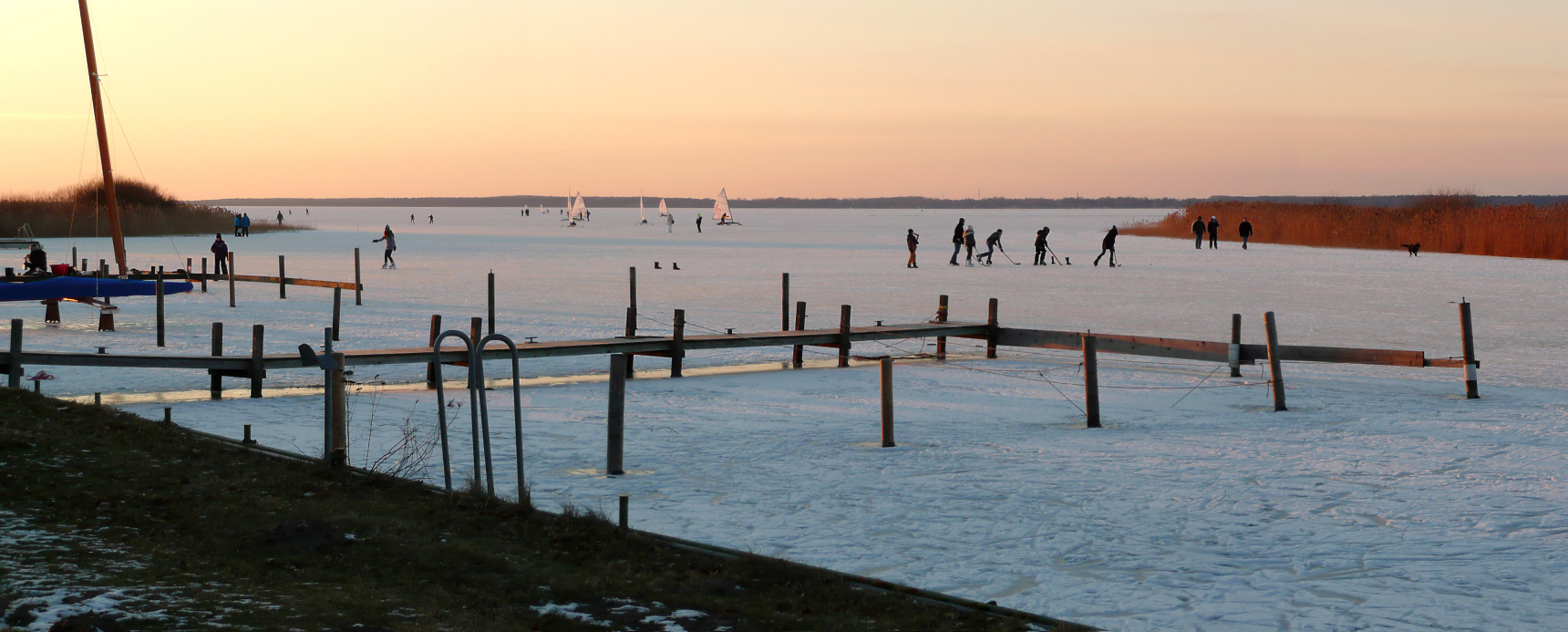
In de winter van 2012 vroor het Steinhuder Meer dicht

## Het Naturpark Steinhuder Meer
Het Naturpark Steinhuder Meer is een gebied van 420 km² rondom en ten noorden van het meer van die naam. Het ligt in de Landkreise Nienburg/Weser en Schaumburg. De bestuursorganisatie die het beheert is de Regio Hannover.
In het Naturpark liggen een aantal plaatsen, waaronder het toeristendorp Steinhude (gem. Wunstorf), aan de zuidoever, Mardorf gem. Neustadt am Rübenberge, aan de noordoever, en Hagenburg enkele kilometers ten zuidwesten van Steinhude.
Het bestuur van dit Naturpark moet iedere keer weer moeilijke compromissen sluiten tussen behartigers van tegengestelde belangen. Volgens veel Duitse overheidsfunctionarissen met succes.
Delen van het meer zelf zijn vogelreservaat, maar er vindt ook intensieve recreatie plaats: tot wel 50.000 bezoekers ieder weekend, vooral vanuit het maar 25 km oostwaarts gelegen en meer dan een half miljoen inwoners tellende Hannover. Verder wonen binnen het Naturpark ook boeren.
In het hoogveengebied (en deels natuurreservaat) Totes Moor, dat oostelijk en noordoostelijk van het meer ligt, vond tot 2019, toen de concessies daarvoor afliepen, nog industriële turfwinning plaats. Delen van het Tote Moor zijn in de 19e eeuw versneld afgegraven voor een experiment met zware industrie in het gebied. Deze staalfabriek, aan de oostrand van het gebied, kreeg financieringsproblemen en ging na enige decennia failliet. Dicht bij het Steinhuder Meer zelf vindt een hoogveenherstelproject plaats: afwateringssloten en -kanalen zijn gedempt, de opslag van berken gaat dood en de hoogveenflora en -fauna komt terug.
Ten noorden van het Tote Moor ligt een 1000 ha groot, op de Veluwe lijkend bos, het Grinderwald. Op een 106 m hoge heuvel in dit bos, de Hüttenberg, waren van 1967 tot 1994 Nederlandse militairen in NAVO-verband gestationeerd. Zij bemanden er Hawk luchtafweergeschut. Het Grinderwald is productiebos (80% naaldhout, 20% loofhout).
In het zuidwesten van het natuurpark ligt de tot 160 m hoge, deels geologisch oude, heuvelrug Rehburger Berge met het 19e-eeuwse kuuroord Bad Rehburg, gemeente Rehburg-Loccum.
Ten noorden hiervan is weer een 156 ha groot hoogveenreservaat, het Rehburger Moor. Ten zuiden hiervan ligt de plaats Rehburg (gemeente Rehburg-Loccum) met zijn grote, deels tot gemeentehuis verbouwde kasteel.
Tussen al deze gebieden door ligt landbouwgrond, afgewisseld met nog enige dorpen en kleine bossen.
De Bundesstraße B6 Hannover- Neustadt am Rübenberge - Nienburg/Weser v.v. doorkruist het oosten van het Naturpark. De B441 loopt van Wunstorf zuidelijk vrij dicht langs het meer richting Leese aan de Wezer.

### Afbeeldingen

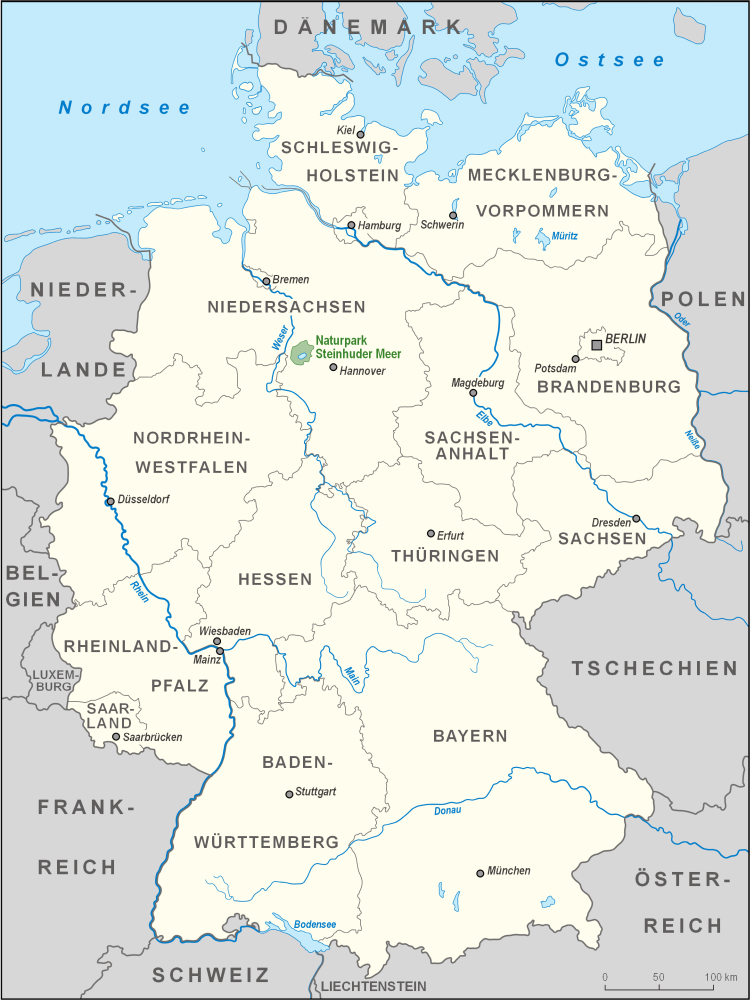
Situering van het Naturpark Steinhuder Meer
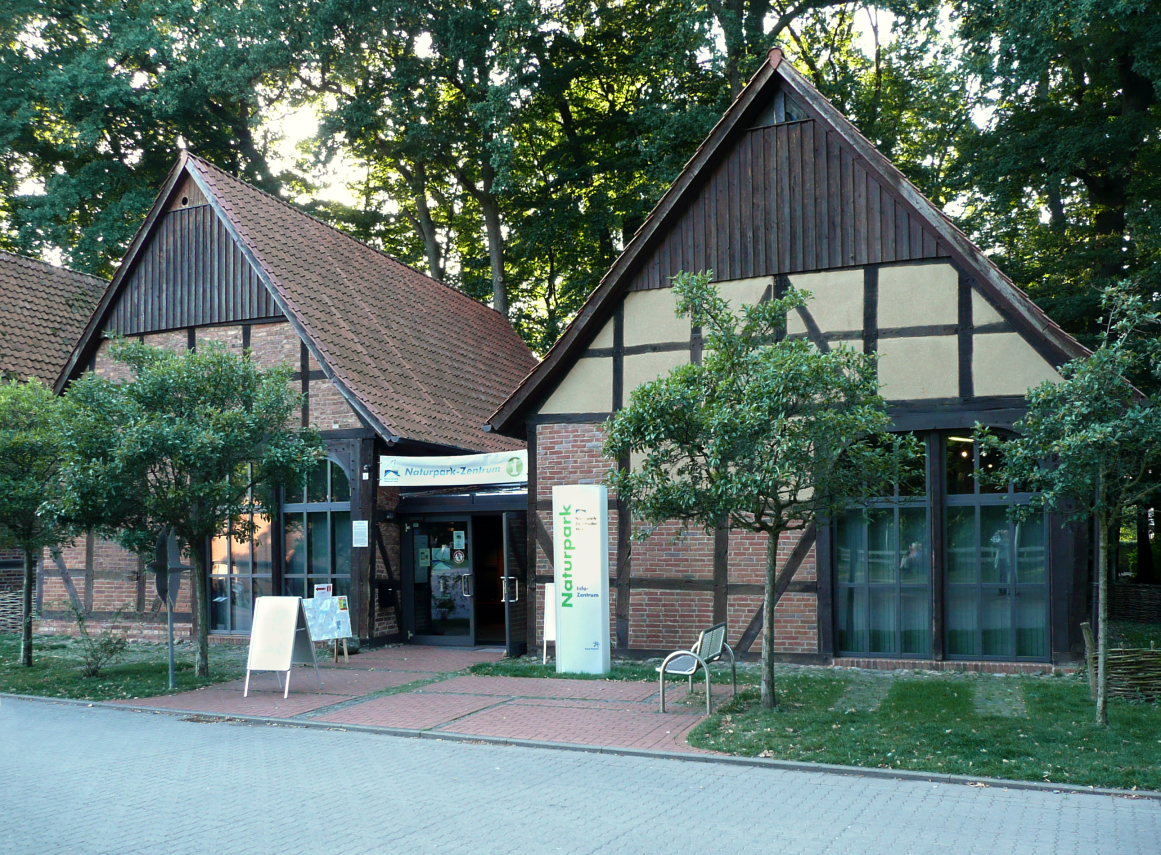
Bezoekerscentrum in het zgn. Scheunenviertel in Steinhude
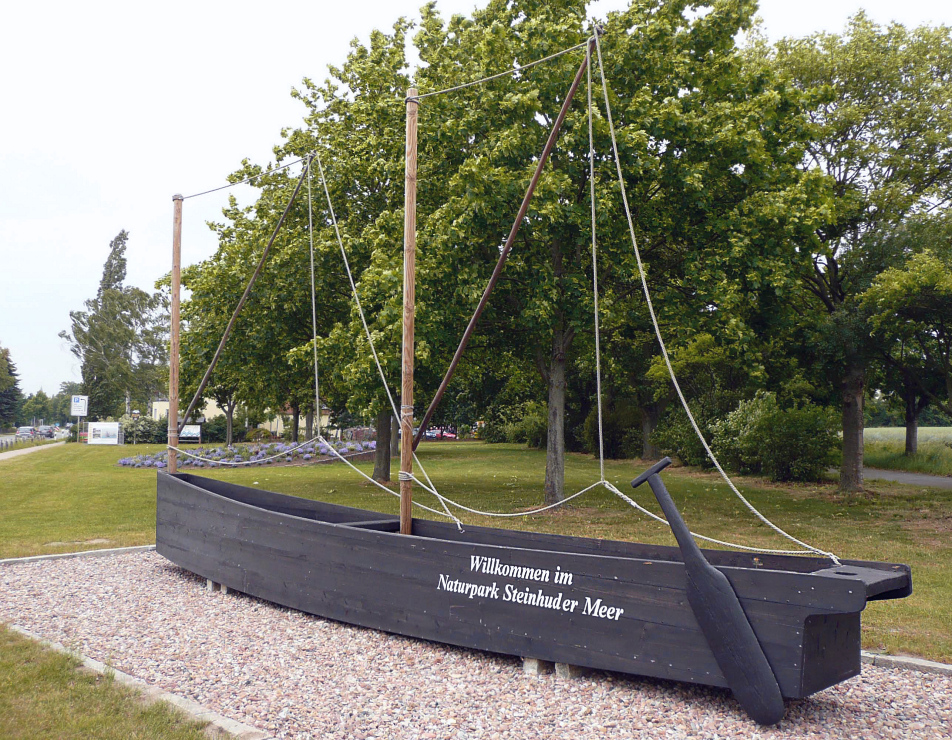
Een voor de streek typisch turfscheepje (Torfkahn)
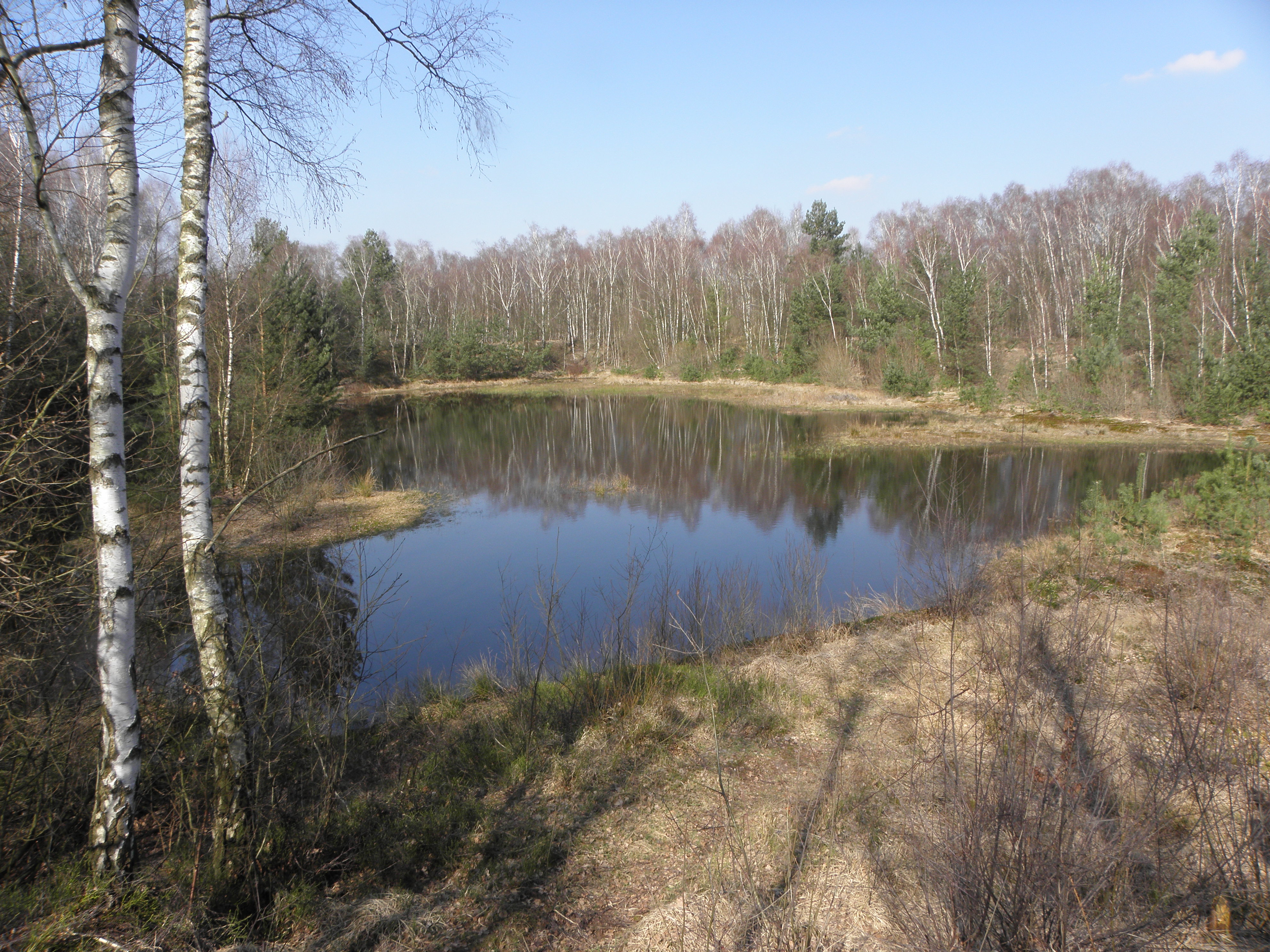
Hoogveengebied Totes Moor ten O. van het meer
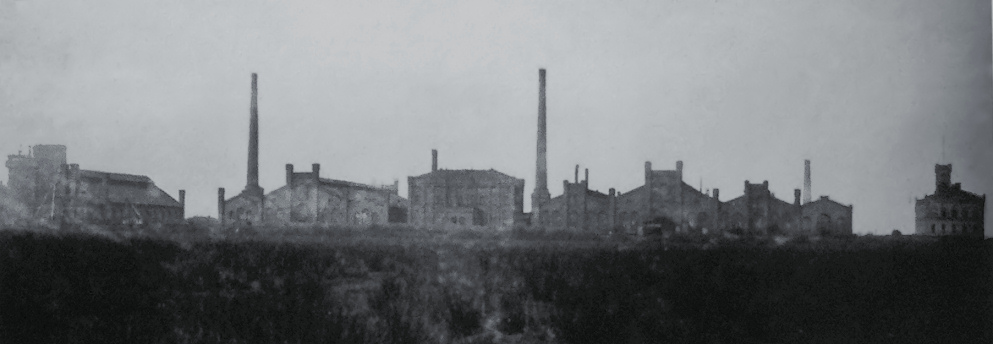
Staalfabriek voor de productie van o.a. spoorrails, Neustadt am Rübenberge, 1870
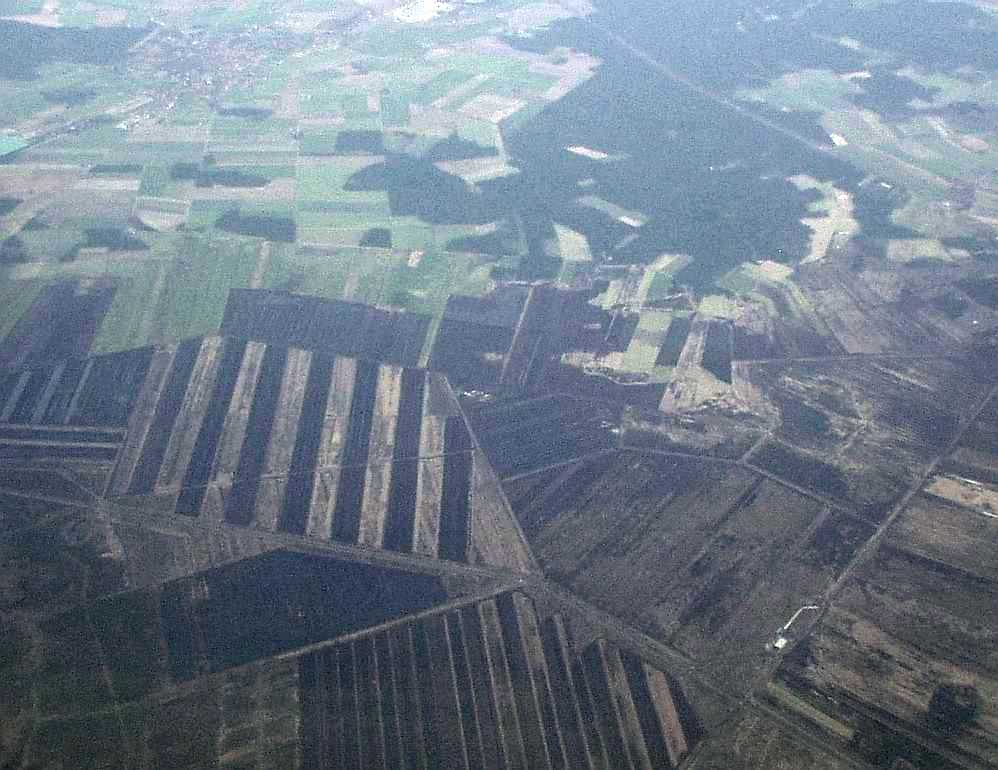
Turfwinning in het Tote Moor, 2007
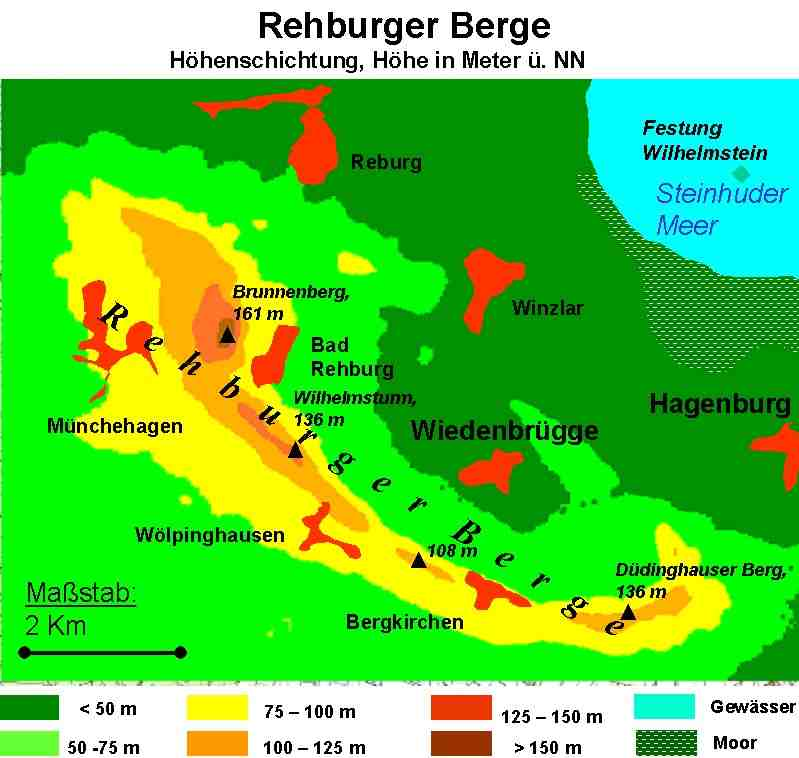
Kaart van de heuvelrug Rehburger Berge aan de zuidwestkant van het Naturpark
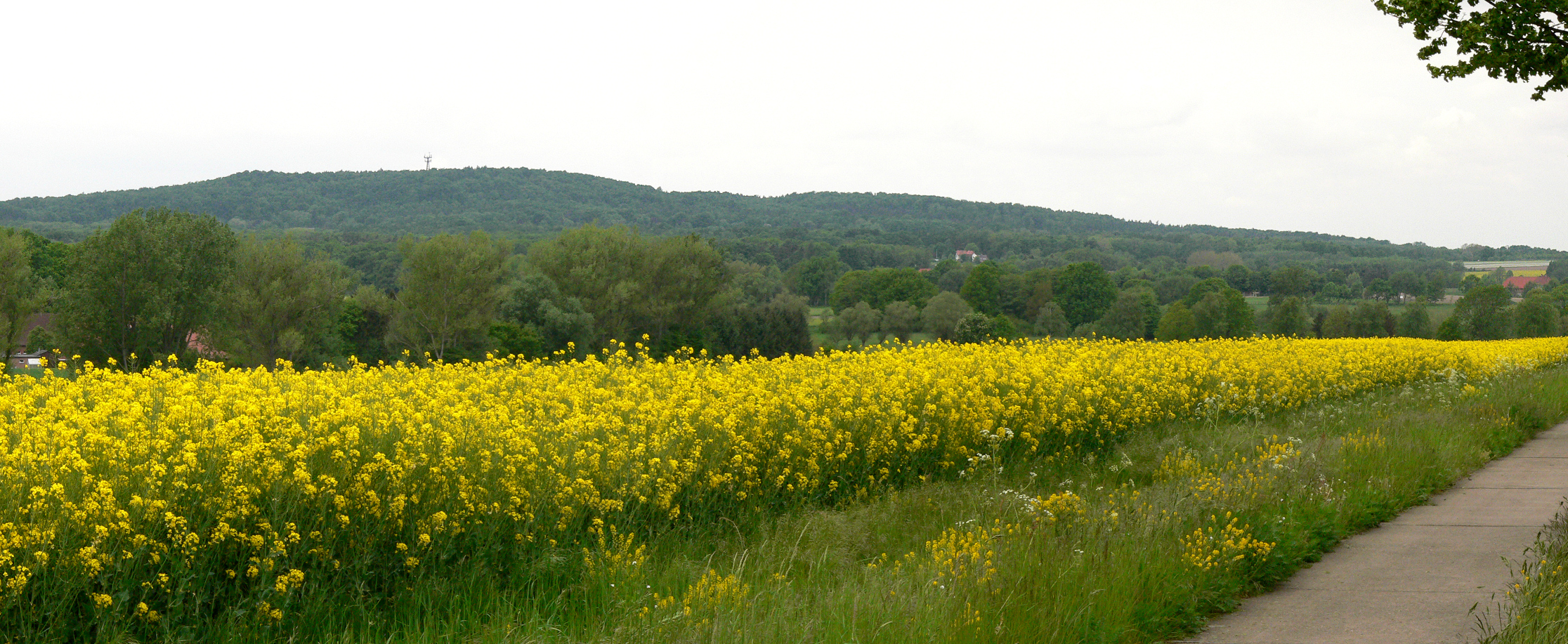
De Rehburger Berge met de Brunnenberg
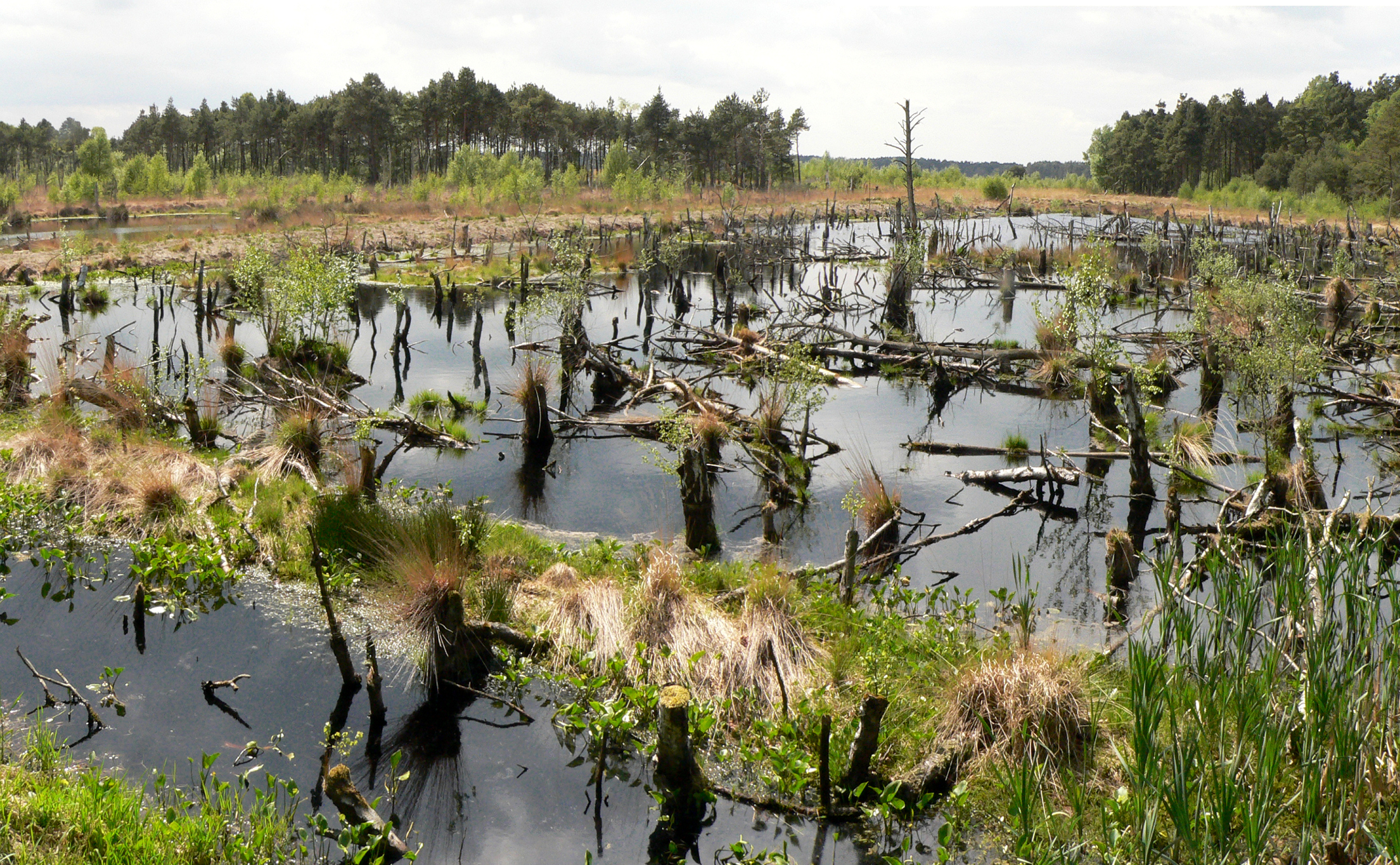
Vernatte hoogveenvlakte, Rehburger Moor